# Emilian Bucov

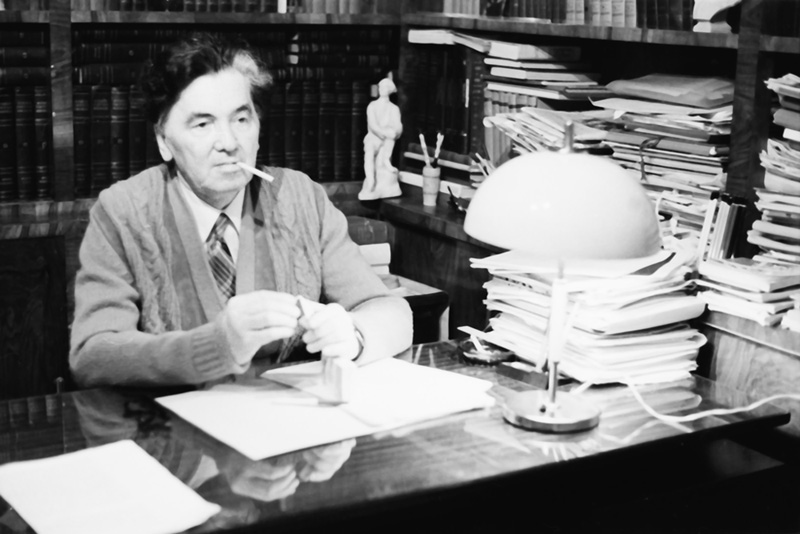
Poetul în 1972

Radu Emilian Bucov (în rusă Емилиан Нестерович Буков; n. 8 august/26 iulie 1909, Chilia, Basarabia, Imperiul Rus, azi în regiunea Odesa din Ucraina — d. 17 octombrie 1984) a fost un poet, prozator și traducător sovietic moldovean, care a fost distins cu Premiul de Stat al RSS Moldovenești și cu titlul onorific de „Scriitor al poporului” al RSS Moldovenești (1982). Bucov a fost decorat cu Ordinul Erou al Muncii Socialiste ca o recunoaștere a activității sale și a primit de două ori Medalia Ordinul Lenin.

## Biografie

### Activitate profesională și politică
Născut într-o familie săracă de origine moldo-ucraineano-lipovenească, termină, după învingerea unor dificultăți materiale, Liceul „B.P. Hașdeu” din Chișinău (1930) și apoi Facultatea de Litere și Filosofie a Universității din București (1936). Student fiind, devine membru al Uniunii Tineretului Comunist și desfășoară în ilegalitate diverse activități politice.
Din 1940 se refugiază la Moscova și contribuie prin versurile lui la difuzarea sloganurilor bolșevice antiromânești. Stabilit din 1944 la Chișinău, era considerat unul dintre scriitorii activiști de seamă din RSS Moldovenească. A fost președinte al Uniunii Scriitorilor din RSSM (1945-1946, 1955-1958), locțiitor al președintelui Sovietului de Miniștri al RSSM (1947-1951), redactor-șef al revistei Nistru (1966-1971). A fost distins cu Premiul de Stat al Moldovei (1966), cu titlul de Erou al Muncii Socialiste (1979) și de Scriitor al Poporului (1982).
În urma presiunilor lui Emilian Bucov, poetul Nicolae Țurcanu, care a fost tratat într-un spital românesc în al doilea război mondial și care a scris o poezie pozitivă despre România, a fost arestat și condamnat pentru trădare la 8 detenție într-un GULAG din Siberia. Chiar și după eliberarea acestuia, Bucov a făcut eforturi pentru a îl izola din viața literară pe Țurcanu. Pe lângă motive ideologice, Bucov avea și o ură personală vizavi de Țurcanu, deoarece, în 1940, acesta îl criticase.

### Scrieri

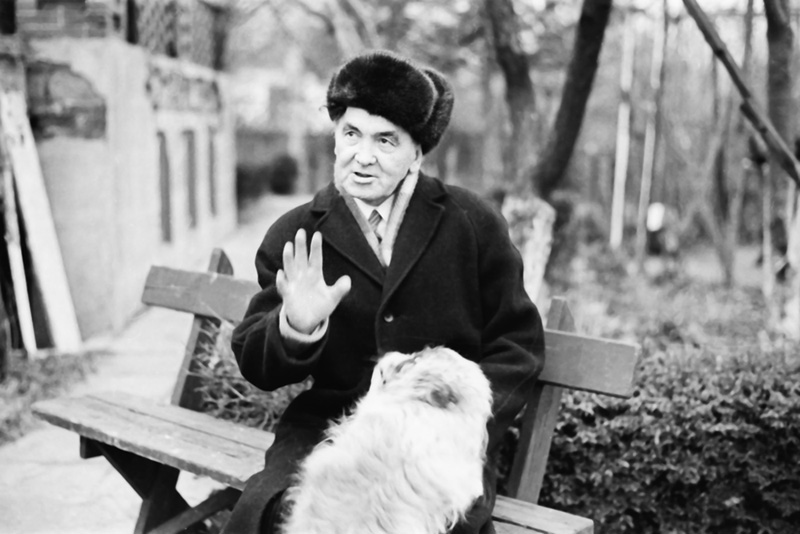
Bucov în 1972

Bucov a colaborat la reviste de stânga ori de avangardă debutând, probabil, la Herald (1933), cu o traducere din rusește. Continuă apoi să publice versuri și proză la Adevărul literar și artistic, Cuvântul liber, Făclia și Societatea de mâine, semnând fie Bâcov, fie Bucov. A publicat asiduu în săptămânalul Cuvântul liber, o „foaie de stânga moderată” apărută din 1933 până la sfârșitul anului 1936 sub conducerea lui Tudor Teodorescu-Braniște, semnând Radu Bîcov-Emilian și deplângând situația maselor muncitorești exploatate sau strigându-le revolta.
Lirica sa este a unui insurgent gălăgios, care anunță „apusul Parnasului” și respinge poezia „burgheză” (în care include și „hârdăul eminescian”), cultivând programatic o tematică ostentativ proletară. Modelul era poezia sovietică a vremii, cu deosebire cea a lui Vladimir Maiakovski, din care a tradus și pe care l-a popularizat.
Și-a strâns versurile din perioada românească în volumele Discursul soarelui (1937) și China (1938). Perioada sovietică începe în 1942, la Moscova, unde îi apar volume care cuprind versuri violent antiromânești. Este orientarea pe care a păstrat-o patru decenii, răstimp în care a tipărit enorm. Poligraf industrios, Bucov colportează clișeele propagandei sovietice în versuri, în romane, în dramaturgie, condus de principiul – versificat tot de el – potrivit căruia „Ni-i Moscova soare, iar Kievul frate”. În jurul vieții și scrierilor sale, oficialitățile sovietice au creat o legendă profitabilă. A tradus și din I. Ilf, E. Petrov și Serghei Esenin. A reprezentat, alături de Liviu Deleanu (de asemenea cu viziuni antiromânești) unul dintre principalii exponenți ai realismului socialist din RSS Moldovenească.

## Operă
- Discursul soarelui, București, 1937;
- China, București, 1938;
- Andrieș, Chișinău, 1946;
- Țara mea, Chișinău, 1947;
- Cresc etajele, Chișinău, 1952;
- De vorbă cu cei mici, Chișinău, 1953;
- Opere alese, Chișinău, 1954;
- Orașul Răut, Chișinău, 1956;
- Lirică, Chișinău, 1957;
- Poezii, Chișinău, 1958;
- Piese, Chișinău, 1960;
- Timpuri și oameni, Chișinău, 1961;
- Stele și lanțuri, Chișinău, 1962;
- Ultimul zăplaz, Chișinău, 1962;
- Povestiri despre Petrică-Rică, Chișinău, 1963;
- Zile de azi, zile de mâine, Chișinău, 1965;
- Versuri, Chișinău, 1966;
- Vietnamul meu, Chișinău, 1966;
- Magistrala, Chișinău, 1969;
- Scrieri, I-V, prefață de S. Cibotaru, Chișinău, 1970-1973;
- Pomul vieții, Chișinău, 1974;
- Scară fără trepte, Chișinău, 1976;
- Oglinda, Chișinău, 1978;
- Bim-Bom, Chișinău, 1981;
- Tinerețe în flăcări, Chișinău, 1982.

### Traduceri
- Maxim Gorki, Vestitorul de furtună. Cântecul șoimului, Chișinău, 1968 (în colaborare cu Andrei Lupan);
- Vladimir Maiakovski, Poezii și poeme, Chișinău, 1951.